# Melitaea nisseni
Melitaea nisseni är en fjärilsart som beskrevs av Rothschild 1913. Melitaea nisseni ingår i släktet Melitaea och familjen praktfjärilar. Inga underarter finns listade i Catalogue of Life.